# Rosa bengala

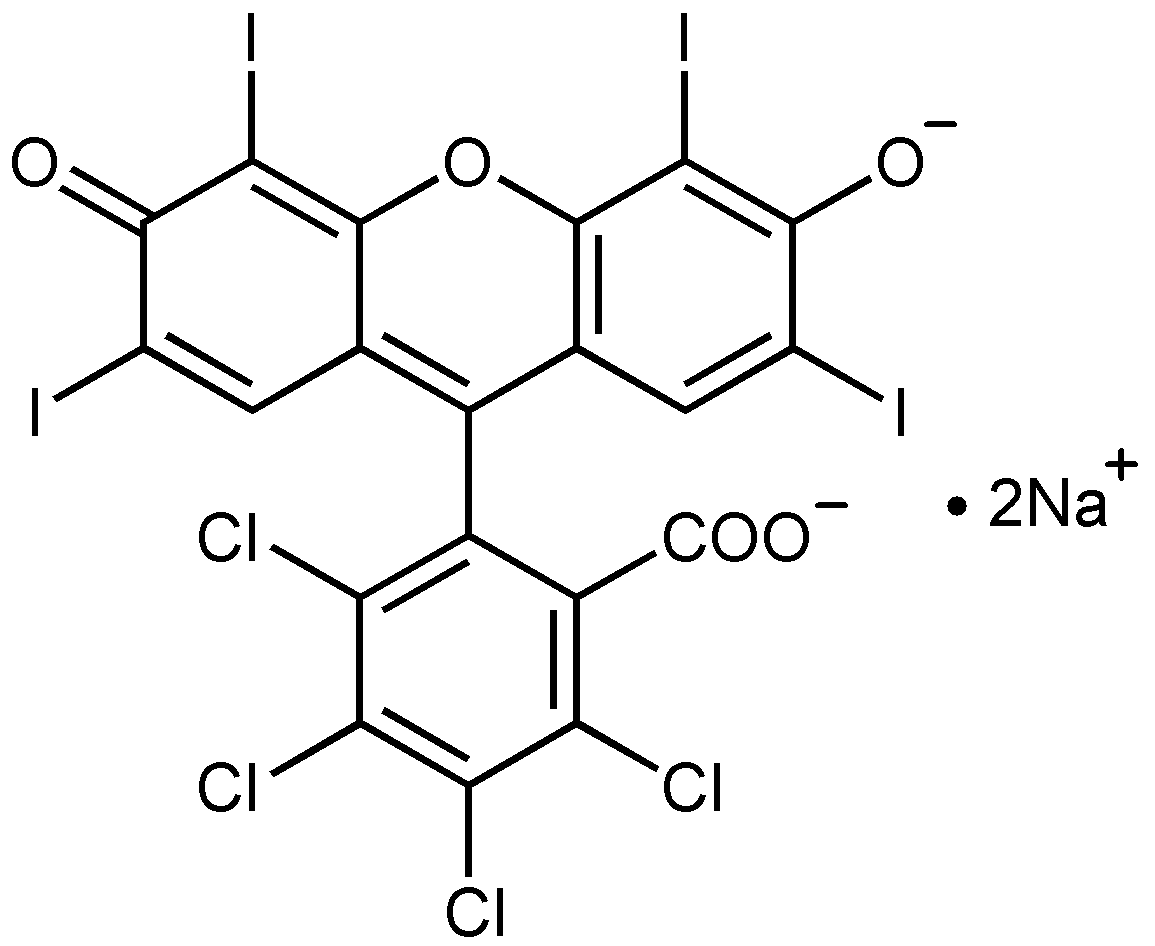
Sale disodico del rosa bengala

Il rosa bengala è il sale sodico della 4,5,6,7-tetracloro-2',4',5',7'-tetraiodofluoresceina sodica.
Il rosa bengala è un colorante scoperto da Gnehm nel 1882 come analogo della fluoresceina. Nell'indice dei colori (C.I. = Colour Index) esso corrisponde sia al rosso acido 93 che 94. Viene impiegato per la colorazione di prodotti edibili e in cosmetica.
È una sostanza di un luminoso colore rosa-bluastro. Solubile in acqua (soluzione rosso-bluastra). In acido solforico concentrato dà una soluzione marrone che per diluizione produce un precipitato rosa carnacino.
Il rosa bengala viene captato dal fegato ed escreto nella bile. Il composto marcato con 131I viene utilizzato a scopo diagnostico per la determinazione della funzionalità epatobiliare. Il rosa bengala inoltre colora le cellule epiteliali devitalizzate della congiuntiva e della cornea, nonché il muco, e viene perciò utilizzato nella diagnosi della xeroftalmia. Viene impiegato per rilevare o confermare i danni causati dalla sindrome di Sjögren o da uno scorretto uso delle lenti a contatto.
Il colorante viene utilizzato come collirio all'1% o come carte sterili impregnate.
L'instillazione del colorante può essere dolorosa.
Il colorante può macchiare la cute, i vestiti e le lenti a contatto morbide. Occorre porre particolare attenzione al fine di evitare ogni contaminazione batterica.

## Applicazioni chimiche
Il rosa Bengala è utilizzato in chimica di sintesi anche per generare ossigeno singoletto da ossigeno tripletta. L'ossigeno singoletto è infatti molto utile poiché poi un può subire molte reazioni, in particolare cicloaddizioni [2 + 2]  con alcheni e composti simili. 

### Derivati e sali
Possono essere usati sali di rosa bengala per formare molti derivati che hanno funzioni mediche importanti. Un derivato è stato sintetizzato in modo da essere sonosensitivo ma fotoinsensitivo, in modo che con una alta intensità di ultrasuoni focalizzati potrebbe essere utilizzato nel trattamento del cancro. Il derivato è stata formata da ammidazione del rosa bengala, che spegne le proprietà fluorescenti e fotosensibili del rosa bengala, portando ad un composto utilizzabile, chiamato nello studio come RB2.

## Applicazioni biologiche

### Oncologia e Infettivologia
È stato scoperto che il PV-10 (una forma iniettabile di rosa bengala) provoca una risposta osservabile nel 60% dei tumori trattati, secondo i ricercatori di uno studio di melanoma di fase II. Il controllo della malattia locoregionale è stato osservato nel 75% dei pazienti. È stato inoltre confermato che le lesioni non trattate hanno risposto al trattamento, potenzialmente a causa della risposta del sistema immunitario. Questi dati erano basati sui risultati provvisori (nel 2009) dei primi 40 pazienti trattati in uno studio di 80 pazienti. Nel aprile 2016 uno studio di fase 3 di PV-10 come terapia con un singolo agente per pazienti con melanoma cutaneo localmente avanzato (Clinical Trials ID NCT02288897)ha iniziato ad arruolare pazienti.
Il rosa bengala ha dimostrato di non solo prevenire la crescita e la diffusione del carcinoma ovarico, ma anche di causare la morte delle cellule apoptotiche delle cellule tumorali. Ciò è stato dimostrato in vitro, al fine di dimostrare che il rosa bengala è ancora un'opzione possibile nel trattamento del cancro e che dovrebbero essere condotte ulteriori ricerche.
L'acetato di rosa bengala può fungere da fotosensibilizzante e può avere un potenziale nella terapia fotodinamica per trattare alcuni tumori.
Il rosa bengala è stato usato per 50 anni per diagnosticare il cancro del fegato e degli occhi. Il colorante di rosa bengala viene miscelato con il siero del soggetto sospetto di essere stato infettato da Brucella e il pH della soluzione viene mantenuto a 3,8 e questo colorante viene utilizzato per diagnosticare la brucellosi agglutinando il siero del paziente. È stato anche usato come insetticida.

### Oftalmologia
Il rosa bengala è in grado di colorare le cellule ogni volta che l'epitelio superficiale non è adeguatamente protetto dal film lacrimale preoculare, poiché è stato dimostrato che il rosa bengala non è in grado di macchiare le cellule a causa del funzionamento protettivo di questi film lacrimali preoculari. Questo è il motivo per cui il rosa bengala è spesso utile nella diagnosi di alcune patologie oftalmologiche come i disturbi congiuntivali e palpebrali. Il rosa bengala è stato utilizzato per la colorazione della superficie oculare per studiare l'efficacia di alcuni tappi lacrimali nel trattamento della cheratocongiuntivite secca. Il rosa bengala è stato studiato come agente nella creazione di nano suture.

### Modelli di studio
Il rosa bengala viene anche utilizzato nei modelli animali di ictus ischemico (modelli di ictus fototombombotico) nella ricerca biomedica. Un bolo del composto viene iniettato nel sistema venoso. La regione di interesse (ad esempio la corteccia cerebrale) viene esposta e illuminata dalla luce LASER con frequenza d'onda a 561 nm. Un trombo si forma nei vasi sanguigni illuminati, causando un ictus nel tessuto cerebrale dipendente.
Le ferite sono dipinte su entrambi i lati con il rosa bengala e illuminate con una luce intensa.Questo collega le minuscole fibre di collagene suturando la ferita. La guarigione è più rapida e la sutura riduce le possibilità di infezione.